# Eilema stevensi
Eilema stevensi är en fjärilsart som beskrevs av Holland 1892. Eilema stevensi ingår i släktet Eilema och familjen björnspinnare. Inga underarter finns listade i Catalogue of Life.